# Carl Trolle
Carl Ludvig August Trolle (født 7. marts 1856 i Åbenrå, død 5. august 1919 i Gedser) var en dansk søofficer og politiker. Han var medlem af Folketinget for Højre fra 1895 til 1901.

## Liv og levned
Carl Trolle var søn af toldassistent, senere toldkasserer Jens Christian Herluf Trolle og hustru Anna Spring.  Familien er ikke beslægtet beslægtet med adelsslægten Trolle.
Han blev født i Åbenrå i 1856 og gik i skole på Nørrebros Latin- og Realskole i København og var student fra Bokkenheusers Kursus. Trolle blev kadet på Søoffiersskolen i 1873 og blev sekondløjtnant i 1877, premierløjtnant i 1880 og kaptajn i 1883. Trolle fik sin afsked fra Marinen i 1905.
Trolle havde orlov fra Marinen 1881-1883 hvor han fiskede ved Island. Han var seks år ved fiskeriinspektioner flere steder i Danmark, heraf chef for fiskeriinspektionen i Skagen 1893-1895. Trolle blev kaptajn på skoleskibet Georg Stage i 1896. I 1897 blev han driftsdirektør i Aktieselskabet til Fremme af dansk Ferskvandskultur. 1900-1901 var han kaptajn på et postskib som sejlede mellem Korsør og Kiel, og 1901-1903 var han yachtkaptajn hos kongen af Siam. I flere år boede Trolle i Reykjavik og var direktør for forsikringsselskabet Mannheimers afdeling for Island. I 1905 blev han næstkommanderende i Søtransportvæsenet, og han var forretningsfører for Forsikringen af danske Sejlfartøjer til Fiskeribrug til 1909.
Han var gift to gange. Hans første hustru var Alma (født Martin) og hans anden hustru var Karen (født Nørretranders).
Trolle døde i Gedser i 1919 og er begravet på Holmens Kirkegård.

## Politik og tillidsposter
Trolle var med til stifte Foreningen til Fiskeriets Fremme i Danmark og Bilande i 1884 og var konsulent for foreningen i et år. Han var medarbejder ved Dansk Søfartstidende fra 1893 og redigerede Fiskeritidende under Nationatidende 1884-1886. I 1898 blev Trolle medlem af bestyrelsen for Dansk Fiskeriforening.
Han blev valgt til Folketinget for Højre i Thistedkredsen ved folketingsvalget 1895 og genvalgt ved Folketingsvalget 1898, men genopstillede ikke ved folketingsvalget 1901 eller senere.
Carl blev udnævnt til ridder af Dannebrog i 1899.